# Vágó Levente
Vágó Levente Martin (Szeged, 1992. szeptember 15. –) magyar labdarúgó, a Szeged-Csanád GA játékosa. Apja Vágó Attila labdarúgóedző, testvére Vágó Fanny válogatott labdarúgó.

## Pályafutása
Vágó szülővárosában, a Tisza Volán csapatának akadémiáján nevelkedett. Felnőtt labdarúgó-pályafutását 2009-ben kölcsönben a magyar harmadosztályban szerepelt Algyő csapatánál kezdte, ahol tizenkét bajnoki mérkőzésen szerepelt és egy gólt szerzett. A Tisza Volán csapatában huszonnyolc mérkőzésen lépett pályára az NBIII-ban. A 2012–2013-as szezon őszi felében a másodosztályú VLS Veszprém labdarúgója volt, a tavaszi szezont viszont már a szintén másodosztályú Zalaegerszeg csapatánál töltötte. 2014 és 2016 között a Szigetszentmiklós labdarúgója volt, majd a 2016–2017-es idényben ismét a Tisza Volán csapatának labdarúgója volt. 2017 és 2019 között hatvanhat bajnoki mérkőzésen egy gólt szerzett a Mosonmagyaróvár csapatában az NBII-ben. 2019-ben leigazolta őt az NBIII-as Kecskeméti TE; a klubbal 2021-ben feljutott az NBII-be, a rákövetkező idényben pedig az NBII-ből az NBI-be. Első élvonalbeli mérkőzését a 2022. július 30-án játszotta a Vasas csapata ellen, valamint első élvonalbeli találatát is az angyalföldiek ellen szerezte a két csapat október 21-i mérkőzésén.

## Sikerei, díjai
Kecskeméti TE
- NBI ezüstérmes: 2022–23[3]
- NBII ezüstérmes: 2021–22
- NBIII ezüstérmes: 2020–21

## Statisztika

### Klubcsapatokban
2025. augusztus 10-i állapot szerint
| Klub              | Szezon         | Bajnokság      | Bajnokság | Bajnokság | Kupa  | Kupa  | Nemzetközi | Nemzetközi | Egyéb | Egyéb | Összes | Összes |
| Klub              | Szezon         | Liga           | Mérk.     | Gólok     | Mérk. | Gólok | Mérk.      | Gólok      | Mérk. | Gólok | Mérk.  | Gólok  |
| ----------------- | -------------- | -------------- | --------- | --------- | ----- | ----- | ---------- | ---------- | ----- | ----- | ------ | ------ |
| Algyő SK          | 2008–09        | NB III         | 10        | 1         | —     | —     | —          | —          | —     | —     | 10     | 1      |
| Algyő SK          | 2009–10        | NB III         | 2         | 0         | 2     | 0     | —          | —          | —     | —     | 4      | 0      |
| Algyő SK          | Összesen       | Összesen       | 12        | 1         | 2     | 0     | —          | —          | —     | —     | 14     | 1      |
| Tisza Volán       | 2009–10        | NB III         | 7         | 0         | —     | —     | —          | —          | —     | —     | 7      | 0      |
| Tisza Volán       | 2010–11        | NB III         | 14        | 1         | 4     | 0     | —          | —          | —     | —     | 18     | 1      |
| Tisza Volán       | 2011–12        | NB III         | 7         | 0         | —     | —     | —          | —          | —     | —     | 7      | 0      |
| Tisza Volán       | Összesen       | Összesen       | 28        | 1         | 4     | 0     | —          | —          | —     | —     | 32     | 1      |
| VLS Veszprém      | 2012–13        | NB II          | 12        | 0         | 1     | 0     | —          | —          | —     | —     | 13     | 0      |
| VLS Veszprém      | Összesen       | Összesen       | 12        | 0         | 1     | 0     | —          | —          | —     | —     | 13     | 0      |
| Zalaegerszegi TE  | 2012–13        | NB II          | 3         | 0         | —     | —     | —          | —          | —     | —     | 3      | 0      |
| Zalaegerszegi TE  | 2013–14        | NB II          | 5         | 0         | 1     | 0     | —          | —          | 5     | 0     | 11     | 0      |
| Zalaegerszegi TE  | Összesen       | Összesen       | 8         | 0         | 1     | 0     | —          | —          | 5     | 0     | 14     | 0      |
| Szigetszentmiklós | 2013–14        | NB II          | 12        | 1         | —     | —     | —          | —          | 2     | 0     | 14     | 1      |
| Szigetszentmiklós | 2014–15        | NB II          | 17        | 0         | 2     | 0     | —          | —          | 9     | 1     | 28     | 1      |
| Szigetszentmiklós | 2015–16        | NB II          | 11        | 0         | —     | —     | —          | —          | —     | —     | 11     | 0      |
| Szigetszentmiklós | Összesen       | Összesen       | 40        | 1         | 2     | 0     | —          | —          | 11    | 1     | 53     | 2      |
| Tisza Volán       | 2016–17        | NB II          | 25        | 0         | —     | —     | —          | —          | —     | —     | 25     | 0      |
| Tisza Volán       | Összesen       | Összesen       | 25        | 0         | —     | —     | —          | —          | —     | —     | 25     | 0      |
| Mosonmagyaróvár   | 2017–18        | NB II          | 36        | 1         | —     | —     | —          | —          | —     | —     | 36     | 1      |
| Mosonmagyaróvár   | 2018–19        | NB II          | 30        | 0         | 1     | 0     | —          | —          | —     | —     | 31     | 0      |
| Mosonmagyaróvár   | Összesen       | Összesen       | 66        | 1         | 1     | 0     | —          | —          | —     | —     | 67     | 1      |
| Kecskeméti TE     | 2019–20        | NB III         | 15        | 2         | —     | —     | —          | —          | —     | —     | 15     | 2      |
| Kecskeméti TE     | 2020–21        | NB III         | 33        | 4         | 1     | 0     | —          | —          | —     | —     | 34     | 4      |
| Kecskeméti TE     | 2021–22        | NB II          | 34        | 3         | 2     | 0     | —          | —          | —     | —     | 36     | 3      |
| Kecskeméti TE     | 2022–23        | NB I           | 30        | 1         | 2     | 0     | —          | —          | —     | —     | 32     | 1      |
| Kecskeméti TE     | 2023–24        | NB I           | 31        | 2         | 4     | 0     | 2          | 1          | —     | —     | 37     | 3      |
| Kecskeméti TE     | 2024–25        | NB I           | 23        | 1         | 2     | 1     | —          | —          | —     | —     | 25     | 3      |
| Kecskeméti TE     | 2025–26        | NB II          | 3         | 0         | —     | —     | —          | —          | —     | —     | 3      | 0      |
| Kecskeméti TE     | Összesen       | Összesen       | 169       | 13        | 11    | 1     | 2          | 1          | —     | —     | 182    | 16     |
| Szeged-Csanád GA  | 2025–26        | NB II          | 0         | 0         | 0     | 0     | —          | —          | —     | —     | 0      | 0      |
| Teljes karrier    | Teljes karrier | Teljes karrier | 360       | 17        | 22    | 1     | 2          | 1          | 16    | 1     | 400    | 21     |